# Forget Paris
Forget Paris (Brasil: Esqueça Paris / Portugal: Esquecer Paris) é um filme estadunidense de comédia romântica de 1995 produzido, dirigido, co-escrito e estrelado por Billy Crystal como árbitro da NBA e Debra Winger como uma trabalhadora independente cujas vidas são interrompidas por amor e casamento.
Também estrelado por Joe Mantegna, Julie Kavner, Cynthia Stevenson, Richard Masur, Cathy Moriarty e John Spencer. Vários jogadores profissionais de basquete, presente e passado, aparecem em participações especiais.

## Sinopse
Em um restaurante na cidade de Nova York, Andy se prepara para apresentar seus amigos a sua noiva, Liz. Enquanto o casal espera o resto da festa chegar, Andy conta a Liz a história de como seus amigos Mickey e Ellen se apaixonaram. À medida que cada um dos amigos de Andy chega, mais história se desenrola.
Mickey Gordon é um árbitro da National Basketball Association que honra os desejos de seu pai falecido recentemente, enterrando-o no local de descanso de seu pelotão do Exército dos Estados Unidos da Segunda Guerra Mundial na França, do qual ele foi o único sobrevivente, mas os planos são adiados depois que a companhia aérea perde o caixão.
Ellen Andrews, uma funcionária de uma companhia aérea de Wichita que trabalha em Paris, ajuda Mickey a localizar e recuperar o caixão. Ela surpreende Mickey participando do enterro para que ele não fique sozinho. Mickey volta para Paris com Ellen, e os dois se conhecem pelo caminho. Mickey decide adiar sua viagem de volta aos Estados Unidos para passar um tempo com Ellen. Os dois se apaixonam, mas Mickey é forçado a voltar para o início da temporada da NBA.
A solidão de Mickey o leva a perder a paciência durante um jogo televisionado nacionalmente. Mickey é suspenso pela NBA por uma semana. Durante a suspensão, ele volta a Paris para ver Ellen. Mickey descobre que Ellen é casada, mas separada, e não tem certeza se ela e o marido vão voltar a se reunir. Enquanto Mickey está em Charlotte para arbitrar um jogo, Ellen chega para encontrá-lo e revela que ela se divorciou. Depois de deixar o emprego na França, Ellen se casa com Mickey. Depois de um período de lua de mel passado na estrada durante a temporada da NBA, o casal se instala no vale de São Fernando, nos arredores de Los Angeles, cidade natal de Mickey .
Quando a próxima temporada de basquete começar, Ellen aceita um serviço de atendimento ao cliente de nível básico na American Airlines, enquanto Mickey viaja na NBA. Odiando seu novo emprego e apenas vendo Mickey alguns dias por mês, Ellen fica sozinha e deprimida. Ela pede a Mickey para deixar o emprego; ele se compromete tirando uma licença de um ano e trabalhando brevemente como vendedor de carros. Ellen é promovida e sobe na escada corporativa, deixando Mickey em casa para cuidar de seu pai senil, Arthur.
Mickey, infeliz em casa com Arthur, decide voltar cedo para a NBA. Ele chega em casa de uma viagem para encontrar Ellen fora. Antes que ele possa ler sua nota, ela chega e explica que havia simplesmente retornado ao Kansas para entregar Arthur aos irmãos, para que ela e Mickey pudessem ficar sozinhos e consertar o casamento.
Ellen se aproxima de Mickey e diz que recebeu uma transferência para Dallas. Mickey se recusa a se afastar da Califórnia, então Ellen aceita a outra oferta da companhia aérea de uma transferência para Paris. Agora separados, os dois estão aparentemente satisfeitos em seus arranjos originais: Mickey viajando com a NBA e Ellen trabalhando para uma companhia aérea em Paris. É óbvio para todos os seus amigos que sentem falta da companhia um do outro.
No restaurante, um fã de basquete entra no restaurante e informa o grupo de amigos de uma ocorrência estranha durante o canto tradicional de "The Star-Spangled Banner" antes do jogo do New York Knicks daquela noite no Madison Square Garden. Mickey decide sair de seu trabalho e imediatamente retorna a Paris para encontrar Ellen. Antes que ele possa atravessar a quadra de basquete, ele vê Ellen na arena. Os dois se encontram e se reconciliam no meio da quadra, e quando as luzes da arena acendem após o hino, toda a multidão vê os dois se beijando. Mickey e Ellen chegam juntos ao restaurante e contam a Liz a história de seu relacionamento.

## Elenco
- Billy Crystal como Mickey Gordon
- Debra Winger como Ellen Andrews Gordon
- Joe Mantegna como Andy
- Julie Kavner como Lucy
- Cynthia Stevenson como Liz
- Richard Masur como Craig
- William Hickey como Arthur Andrews
- John Spencer como Jack
- Tom Wright como Tommy
- Cathy Moriarty como Lois
- Johnny Williams como Lou
- Robert Costanzo como Waiter
- Dan Castellaneta como homem dirigindo o carro Subaru (sem créditos)

### Como a si mesmos
- Marv Albert
- Bill Walton
- Charles Barkley
- David Robinson
- Dan Majerle
- Kevin Johnson
- Paul Westphal
- Sean Elliott
- Patrick Ewing
- Tim Hardaway
- Kareem Abdul-Jabbar
- Bill Laimbeer
- Reggie Miller
- Chris Mullin
- Charles Oakley
- Kurt Rambis
- John Starks
- Isiah Thomas
- Spud Webb
- Marques Johnson
- Rush Limbaugh
- David Sanborn

### NBA Cameos
Durante as cenas em que Mickey está trabalhando como árbitro, vários jogadores profissionais de basquete aparecem.
David Robinson do San Antonio Spurs e Charles Barkley e Dan Majerle do Phoenix Suns em um jogo crucial das finais da Conferência Oeste. Também nesta cena estão Kevin Johnson e o treinador do Suns, Paul Westphal.
Mickey também é o árbitro de um jogo do Los Angeles Lakers-Detroit Pistons durante a temporada final de Kareem Abdul-Jabbar. Tendo um "dia ruim", Mickey expulsa Kareem do jogo sem motivo aparente, depois faz o mesmo com as estrelas de Detroit Pistons, Isiah Thomas e Bill Laimbeer, e eventualmente a lista inteira de ambas as equipes.
Também são vistos Reggie Miller, Tim Hardaway, Patrick Ewing, John Starks, Chris Mullin, Spud Webb (com quem Mickey diz: "Você é o único com quem posso conversar"—ambos Webb e Billy Crystal tem a mesma altura), Kurt Rambis, Charles Oakley, Horace Grant, Dennis Rodman, Sean Elliott, Marques Johnson e, enquanto Mickey estava assistindo a um jogo em casa em seu sofá, Michael Jordan na televisão.
Os apresentadores da NBA Marv Albert e Bill Walton também aparecem.

## Recepção
No Rotten Tomatoes, o filme tem uma taxa de aprovação de 50% com base em 34 críticas. O público pesquisado pelo CinemaScore atribuiu ao filme uma nota B na escala de A a F.
Roger Ebert, do Chicago Sun-Times, concedeu 3,5/4 e escreveu: "Por todos os direitos, o filme deve ser uma imitação pálida de seus melhores, mas às vezes os raios atingem duas vezes, e este é um filme maravilhoso, repleto de momentos românticos. isso soa verdadeiro e com grandes risadas". Kim Newman, da Empire Magazine, deu 3 de 5 e escreveu: "No final, você gostaria que eles acabassem com isso, mas esse filme geralmente supera até a resistência dos espectadores mais cínicos".
Owen Gleiberman, da Entertainment Weekly, deu-lhe uma nota C- e a chamou de "uma comédia romântica composta inteiramente de significantes yuppies". Gleiberman continuou "Forget Paris saltando junto com uma proficiência brilhante e alegre, e há algumas risadas, mas é o tipo de comédia de arrepiar a pele na qual clichês são usados para transmitir experiência "significativa".